# Show Your Colors
Albums de Amoral
Reptile Ride
(2007)
Show Your Colors est le quatrième album studio du groupe de Death metal technique finlandais Amoral. L'album est sorti le 6 mai 2009 sous le label Spinefarm Records.
Le titre Year of the Suckerpunch a été extrait en single. Le titre est disponible sur la page Myspace du groupe depuis le 21 janvier 2009.

## Tournant musical deAmoral
C'est le premier album de Amoral enregistré avec Ari Koivunen en tant que vocaliste. Son arrivée dans le groupe va lui donner un style radicalement différent par rapport à son prédécesseur. En effet, Niko Kalliojärvi utilisait la technique du chant guttural, tandis que Ari Koivunen chante avec une voix beaucoup plus claire, mélodieuse. Les éléments de Death metal y sont beaucoup moins présents, montrant que Amoral avance vers une nouvelle direction musicale.

## Musiciens
- Ari Koivunen - chant
- Ben Varon - guitare
- Silver Ots - guitare
- Pekka Johansson - basse
- Juhana Karlsson - batterie

### Musiciens de session
- Mika Latvala - piano sur le titre Last October

## Liste des morceaux
1. Random Words 1:51
2. Release 5:55
3. A Shade Of Gray 4:10
4. Year Of The Suckerpunch 5:04
5. Perfection Design 3:58
6. Sex N' Satan 2:47
7. Song For The Stubborn 3:21
8. Vivid 4:02
9. Gave Up Easy 4:02
10. Last October 3:13
11. Exit 6:23